# مدرسة الروك (فلم)
مدرسة الروك (بالإنجليزية: School of Rock) فيلم موسيقي-كوميدي أمريكي صدر سنة 2003 من إخراج ريتشارد لينكليتر وإنتاج سكوت رودين وكتابة مايك وايت. الفيلم من بطولة جاك بلاك، وجوان كوزاك، ومايك وايت، وساره سلفرمان، وجوي غيدوس جونيور وميراندا كوسجروف.

## القصة
تؤدي فرقة روك عروضها في ملهى ليلي كعرض تجريبي قبل خوض منافسة بين الفرق الموسيقية في غضون شهر. ديوي فين، عازف الجيتار الرئيسي، يتصرف بطريقة مثيرة للريبة، مما يثير أعصاب زملائه في الفرقة. بعد سقوط على خشبة المسرح ينهي الأداء قبل الأوان، وصلت الفرقة إلى حدودها مع ديوي وطردته.
في صباح اليوم التالي، يستيقظ ديوي في شقة يعيش فيها مع نيد شنيبلي وباتي دي ماركو، الذين يخبرونه أن ديوي متأخر في دفع الإيجار لمدة أربعة أشهر ويقدمون له الإنذار النهائي - إما سداد الإيجار أو الطرد. يتلقى ديوي مكالمة هاتفية من روزالي مولينز، مديرة مدرسة إعدادية مراوغة، تسأل نيد عن وظيفة مدرس بديل. يائسًا من الحصول على المال وراغبًا في الانتقام لطرده من فرقته السابقة، ينتحل ديوي شخصية نيد ويتم تعيينه على الفور.
في أول يوم عمل له في المدرسة، نيد، الذي لا يمتلك أي خبرة تدريسية شرعية، يربك الطلاب في الفصل. يشهد نيد تجمع الطلاب في أوركسترا أثناء درس الموسيقى ويضع خطة لتشكيل مجموعة موسيقية فائقة باستخدام أدواته الخاصة، والتي كان ينوي في الأصل بيعها لتعويض إيجاره بعد طرده من فرقته السابقة. يقوم بتعليم الطلاب كيفية العزف على الآلات الموسيقية، بينما يتشكل طلاب آخرون كمجموعات لأداء الغناء. ومع مرور الوقت، يساعد هذا الطلاب على تعلم تاريخ موسيقى الروك، والتغلب على مخاوفهم، وتكوين ذكريات لا تنسى مدى الحياة.
بعد مرور أسبوعين على المشروع، يتسلل ديوي مع معظم الطلاب إلى المكان الذي من المقرر أن تقام فيه مسابقة معركة الفرق الموسيقية. تظهر بعض المشاكل عندما يبدأ أحد الطلاب في الشعور بالخوف من المسرح ويبتعد آخر ليلعب الورق مع غرباء في شاحنة صغيرة. ونتيجة لذلك، فإن محاولة ديوي لتجربة الأداء جاءت متأخرة للغاية لأن الفاتورة كانت ممتلئة بالفعل. ومع ذلك، وافق مدير المسرح على إدراج ديوي والفصل في القائمة.
عندما ذهبت الآنسة مولينز للتحقق من تقدم ديوي، قام ديوي بتدريس المادة الفعلية للفصل، على الرغم من وجود الآلات الموسيقية في مكان الحادث. في اليوم السابق للمسابقة، يتلقى نيد شيكًا بالبريد، على الرغم من أنه لا يعمل في المدرسة. عندما يستضيف ديوي اجتماع أولياء الأمور ليلاً، يبدأ الآباء بالشك بشأن ما كان ديوي يعلمه للطلاب. يتم قطع الاجتماع عندما تصل الشرطة مع نيد وباتي. تم وضع علامة على ديوي بتهمة الاحتيال في الهوية، ويكشف عن هويته الحقيقية قبل المغادرة قبل الأوان.
عندما يعود ديوي إلى المنزل، تتهمه باتي بانتحال شخصية نيد، مما يؤدي إلى حدوث حالة من الفوضى، لكن نيد يتدخل لوقف ذلك. يعتذر ديوي إلى نيد لانتحال شخصيته، قائلاً إنه كان يائسًا ويحتاج إلى المال لسداد دين الإيجار، لكن نيد يعتقد خلاف ذلك ويشرع في طرد ديوي بكل الوسائل.
في صباح اليوم التالي، سأل أولياء أمور الطلاب الآنسة مولينز عن سبب تعيينها لشخص لا يمتلك أي خبرة تدريسية شرعية في المقام الأول، لكن الطلاب قرروا أنهم لا يريدون أن تذهب جهودهم سدى، لذلك قرروا اختيار ديوي حتى يتمكن من قيادة الطريق لهم في المنافسة. يقوم أحد عمال النظافة بإبلاغ الآنسة مولينز بمغادرة الطلاب، فيتوجه مدير المدرسة وأولياء أمور الطلاب إلى المكان الذي تقام فيه المسابقة. يستمر العرض، لكن الفرقة التي لعبت بها ديوي سابقًا تفوز، مما أثار استياء الجمهور، وهتفوا لمدرسة الروك لتقديم عرض آخر.
وبعد بضعة أيام، أسس ديوي ونيد برنامجًا بعد المدرسة، حيث يقوم ديوي بتدريب الطلاب الذين كان يعرفهم من قبل، بينما يقوم ميد المتجدد بتعليم المبتدئين.

## وصلات خارجية
- مقالات تستعمل روابط فنية بلا صلة مع ويكي بيانات